# 제4회 베를린 국제 영화제
제4회 베를린 국제 영화제는 1954년 6월 18일에 열린 시상식이다.

## 수상 및 후보

### 황금곰상
- 홉슨의 사위 고르기 - 데이빗 린 수상

### 은곰상
- 빵과 사람과 꿈 - 루이지 코멘치니 수상

### 동곰상
- 이상한 나라의 앨리스 - 월트 디즈니 수상
- Der Abtr?nige - L? Joannon 수상